# 12881 Єпейюй
12881 Єпейюй (12881 Yepeiyu) — астероїд головного поясу, відкритий 17 серпня 1998 року.
Тіссеранів параметр щодо Юпітера — 3,392.
Названо на честь китайського вчителя і фіналіста Intel Excellence in Teaching Award Є Пейюй (кит.: 葉佩玉).